# 西郷村 (愛知県南設楽郡)
西郷村（にしごうむら）は、愛知県南設楽郡にかつて存在した村。
現在の新城市の一部（豊栄・徳定・杉山など）に該当する。

## 歴史
- 1878年（明治11年） -
  - 山村、臼子村、今出平村が合併し、山村となる。
  - 東杉山村と西杉山村が合併し、杉山村となる。
- 1889年（明治22年）10月1日 - 山村、杉山村、片山村、徳定村、諏訪村が合併し、西郷村が発足。
- 1906年（明治39年）5月1日 - 千秋村と合併し、千郷村が発足。同日西郷村は廃止。